# Compagnia di San Benedetto Bianco

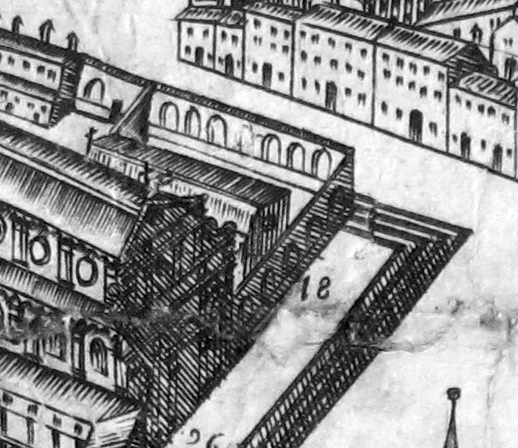
L'oratorio di San Benedetto Bianco accanto a Santa Maria Novella, nella pianta dal Buonsignori

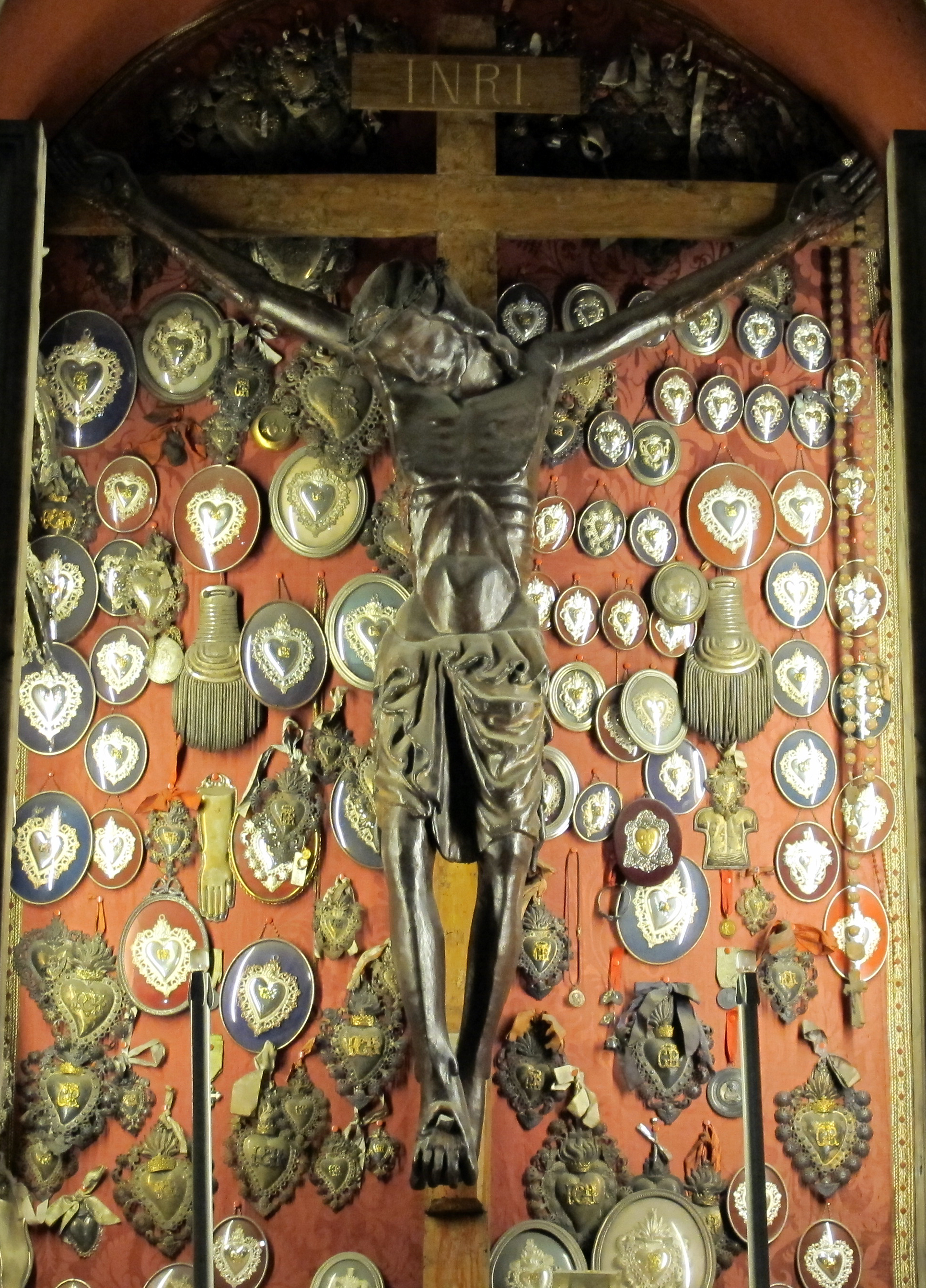
Il Crocifisso della Provvidenza in Santa Trinita

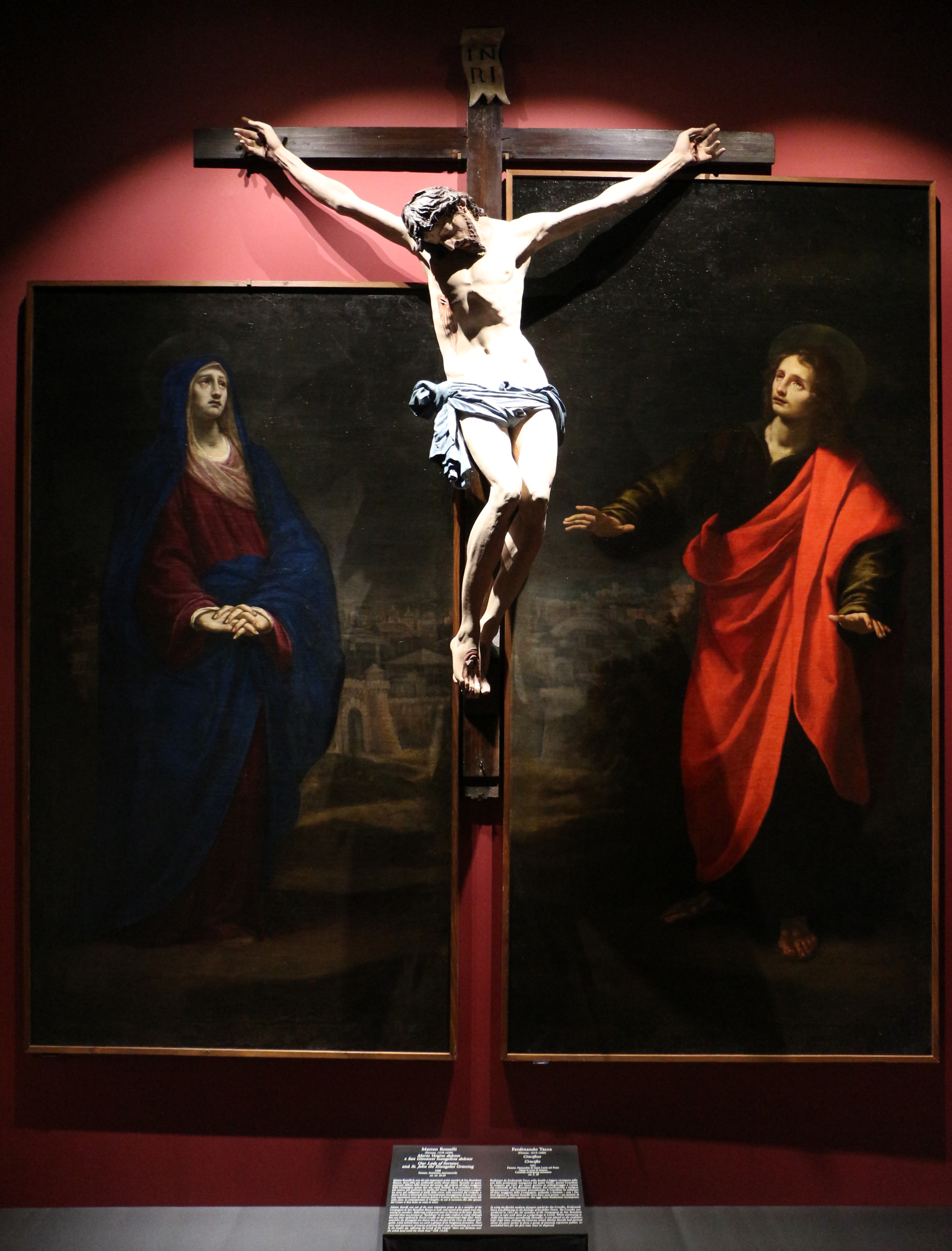
Ricostruzione dell'altare della Compagnia di San Benedetto Bianco, con il crocifisso di Ferdinando Tacca e i Dolenti di Matteo Rosselli

La Compagnia di San Benedetto Bianco era un'antica confraternita di Firenze.

## Storia
Si trattava di una compagnia di disciplina, fondata il 15 agosto 1357 da tre cittadini: Dino di Turino, Giovanni di Michele e Francesco di ser Feo, coadiuvati dall'abate dell'abate Giovanni del monastero di San Salvatore di Camaldoli, in cui ebbe la prima sede. Qui esisteva già da sei anni esatti (15 agosto 1351) la Compagnia di San Benedetto Nero, ed è probabile, ma non confermabile, che la Compagnia "bianca" fosse originata da una divisione interna delle confraternita più antica. I diversi colori erano legati all'abito bianco o nero dei confratelli, ma il Richa suppone che in origine vestissero un abito comune di colore bigio, cioè ottenuto tessendo due diverse coloriture della lana, bianco naturale e nero. Uguale era anche il santo contitolare, Giuliano l'Ospitaliere. 
Aumentati considerevolmente di numero, in confratelli della Compagnia bianca, ottennero una nuova sede grazie all'interessamento della famiglia Corsini, che mise a loro disposizione la cappella funebre che essi possedevano nei chiostri di Santo Spirito (13 dicembre 1371). Una parte dei confratelli rimase però a San Salvatore a Camaldoli, dove qualche anno dopo fu comunque costretta a traslocare, finendo nella cappella, poi detta di San Benedetto, in Santa Trinita, dove si trova ancora oggi un crocifisso trecentesco da essi portato. 
Il gruppo principale dei confratelli, continuando a crescere di numero, dovette nuovamente cercare una nuova sede, trovandola nel convento di Santa Maria Novella (1384), in quella che dopo il 1439 sarà chiamata Sala del Concilio, poiché lì ebbe luogo il concilio di Ferrara-Firenze.
I confratelli si distinguevano nel panorama cittadino per il fervore religioso, l'assistenza e lo spirito di fratellanza. Si riunivano ogni venerdì, prestissimo la mattina, e ogni festa comandata, flagellandosi mentre pregavano e meditavano sulla Passione. Si attribuivano l'introduzione della devozione delle Quarant'ore, in cui si venerava il Santissimo Sacramento per quaranta ore, tante quante quelle che Gesù passò nel sepolcro prima di risorgere. Ogni domenica inoltre i confratelli portavano assistenza ai malati dell'ospedale di Santa Maria Nuova. Festa solenne era poi la ricorrenza della festa di san Benedetto, il 21 marzo. Altra caratteristica saliente era quella di organizzare pellegrinaggi di gruppo, soprattutto alla Santa Casa di Loreto (1577, 1602, 1651, 1676, 1715) e a Roma (per i giubilei del 1575, 1600, 1625, 1650, 1675, 1700, 1725).
Col tempo la Compagnia ricevette numerosi attestati di stima e aggregazione: nel 1373 il Generale degli Agostiniani fece partecipi i confratelli "di tutto il bene che si fa nell'intiero suo ordine"; una cosa analoga fecero i Domenicani; nel 1428 vi si aggregò la Compagnia di San Domenico di Fiesole; nel 1451 il loro statuto fu approvato da Antonino Pierozzi e nel 1456 papa Callisto III concesse ai fratelli che la messa celebrata nei loro locali fosse valida a tutti gli effetti liturgici. Indulgenze plenarie furono concesse da Gregorio XIII (1581) Paolo V (1607), Urbano VIII (1626), Innocenzo XII (1692), Clemente XII (1730) e Pio VI (1798). In effetti la Compagnia era considerata quasi come un "Ordine" laico. 
Il periodo di massimo splendore si ebbe tra il 1550 e il 1650 circa quando, rinnovati gli statuti ispirandosi all'esperienza degli Oratoriani di san Filippo Neri e pubblicati alcuni libretti per la formazione morale e intellettuali dei fratelli, la fama della Compagnia crebbe enormemente, anche grazie alle scenografiche processioni che, in occasione di eventi tragici come guerre, pestilenze, alluvioni, ecc., tutti i confratelli sfilavano vestiti di bianco in lunghissima fila, preceduti dal loro crocifisso miracoloso e dalle immagini di Maria e san Giovanni dolenti. Per questa ragione la Compagnia aveva il privilegio di accompagnare i cortei funebri dei membri della famiglia regnante e degli alti prelati. Inoltre erano soliti andare incontro a gruppi di pellegrini di altre città che attraversassero Firenze diretti a Roma o di ritorno. 
Nel 1570 la costruzione del monastero della Concezione rese necessario il trasferimento della Compagnia in dei locali nel chiostro degli Avelli, sempre a Santa Maria Novella. L'importanza, il prestigio e la grande sollecitudine nell'ottemperare il bene comune dei confratelli della Compagnia fece sì che questa fosse una delle nove che vennero salvate dalla soppressione del 1785 di Pietro Leopoldo. A quell'epoca vantava circa 300 iscritti. Tuttavia l'occupazione francese del 1799 arrecò notevoli danni alla sede, con la spoliazione di tutte le argenterie, che furono confiscate per battere moneta. Quando nel 1867 fu allargata via degli Avelli a spese proprio di quei locali, si sistemò infine in una nuova chiesa in via degli Orti Oricellari.
Si sciolse infine negli anni quaranta del Novecento, donando tutte le sue opere alla Curia fiorentina.

## Membri illustri
Furono confratelli quattro futuri pontefici, prima di ascendere al soglio: Clemente VIII, Leone XI, Urbano VIII e Clemente XII. Moltissimi furono i cardinali e i principi (tra cui don Lorenzo de' Medici).
Alla confraternita parteciparono numerosi artisti, spesso decorandola con loro opere, quali Matteo Rosselli, Cristofano Allori, Jacopo da Empoli, il Volterrano, Lorenzo Lippi, Ferdinando Tacca, Francesco Curradi, Vincenzo Dandini; letterati come Vincenzo da Filicaja e Michelangelo Buonarroti il Giovane.

## Patrimonio

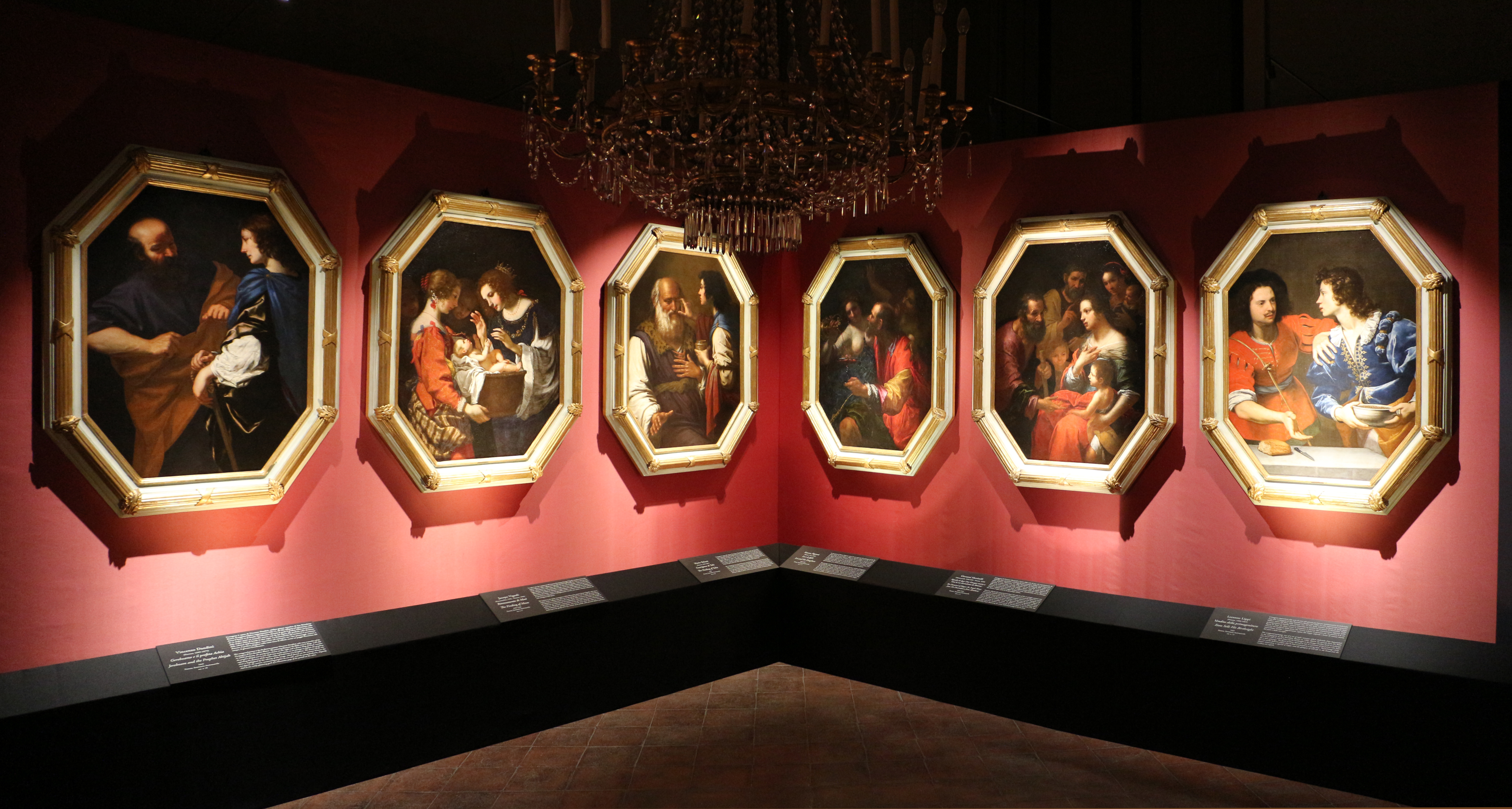
La serie degli ottagoni donati da Gabriello Zuti alla Compagnia, opera dei maggiori maestri del Seicento fiorentino

Quando la Compagnia si trovava nei chiostri di Santra Maria Novella, avendo tra i suoi partecipanti i migliori artisti fiorentini, raccolse un considerevole numero di opere d'arte, che poi andarono disperse tra il Seminario e altre istituzioni.
Ne resta una descrizione del Richa. Nell'ingresso era presente un Cristo portacroce di Vincenzo Dandini e due ovali con San Giovanni Battista e Sant'Antonino di Jacopo Vignali, autore anche del San Filippo Neri sulla porta della sala. Nell'aula della Compagnia erano presenti un'Assunta dell'Empoli, all'altare il crocifisso miracoloso in stucco di Ferdinando Tacca, affiancato dai Dolenti di Matteo Rosselli; ai lati San Benedetto e San Giuliano, di Cristofano Allori, e sotto l'altare un Cristo morto di Francesco Curradi; in alto un Padre Eterno di Giovanni Bilivert e le Marie al sepolcro del Vignali. Sulla controfacciata un Cristo alla colonna pure del Vignali, l'Ecce Homo di Onorio Marinari e la Coronazione di spine di Vincenzo Zaballi. Alle pareti storie fatte da Lorenzo Lippi, Giovanni Bilivert e Pietro Confortini. In un'altra sala erano presenti le Anime del Purgatorio e  le Storie di san Benedetto del Vignali, la Natività di Cristo e l'Annunciazione del Curradi, l'Adorazione del Bambino di Raffaello Ximenes. All'altare del Tornatino un San Filippo Neri e una Santa Maria Maddalena de' Pazzi di Vincenzo Meucci, con due angeli del Curradi. In sagrestia un Limbo di Carlo Dolci. Nella sala dell'Assunta, l'Assunzione di Maria e un San Benedetto del Vignali e una Natività di Gesù e un Cristo dolente del Volterrano. Tra le reliquie spiccava il copro di sant'Ireneo Martire. 
La ricostruzione del patrimonio seicentesco della Compagnia è stata oggetto della mostra Il rigore e la grazia al Tesoro dei Granduchi nel 2015/2016.

## Stemma
Lo stemma della Compagnia presenta due verghe in decusse sormontate da un cappello vescovile.